# Pete Way

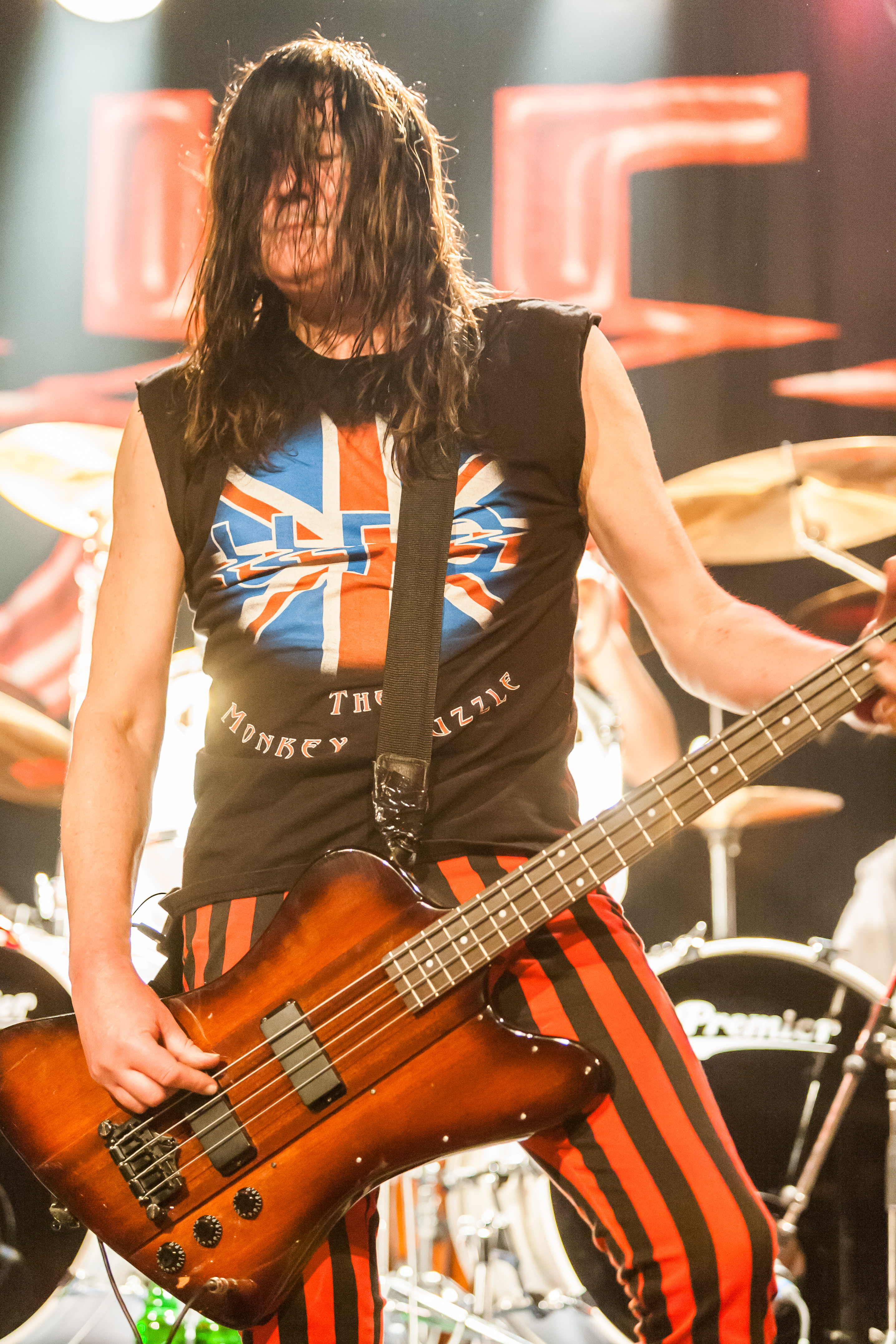
Pete Way (2007)

Peter Frederick „Pete“ Way (* 7. August 1951 in Enfield Town in London Borough of Enfield, Middlesex; † 14. August 2020) war ein englischer Bassist. Way war Mitbegründer und Mitglied der britischen Rockband UFO.

## Karriere

### Die Zeit mit UFO (1969–1982)
Im Jahr 1969 gründete er mit Phil Mogg, Mick Bolton und Andy Parker die Band Hocus Pocus. Kurz danach erfolgte die Umbenennung in UFO. Vorlage hierzu war ein Club in London. 1970 erschien das selbstbetitelte Debütalbum über Decca Records. Das als Single ausgekoppelte Cover von Eddie Cochrans C’mon Everybody konnte bereits erste Erfolge erzielen. Das zweite Album Flying hatte bereits eine Spielzeit von einer Stunde und brachte die Band in die Richtung Psychedelic Rock. Zuvor hatten sie sich eher dem harten Boogie bedient. 1971 erschien das Live-Album UFO Lands In Tokyo, das in Europa unter dem Titel UFO Live erschien.
Nachdem Mick Bolton die Band 1972 verlassen hatte, war der Gitarrenposten zunächst wackelig besetzt. Larry Wallis ging 1972 mit der Band auf Tour und wurde von Bernie Marsden ersetzt. 1973 wurde dann mit dem 18-jährigen Deutschen Michael Schenker ein dauerhafter Ersatz für Bolton gefunden. Bernie Marsden durfte damals aufgrund eines vergessenen Reisepasses nicht nach Deutschland einreisen, und dadurch sah sich die Band gezwungen, den Gitarristen der Vorband Scorpions zu fragen, ob er ihn nicht bei den Konzerten vertreten könne. Nach der Tour wurde Schenker, der damals noch nicht Englisch sprach, nach London eingeladen, um sich der Band anzuschließen. Das erste mit Schenker geschriebene Album, Phenomenon, gilt heute als das beste Album der Band. Auch die nachfolgenden Alben Force It (1975), No Heavy Petting (1976), Lights Out (1977) und Obsession (1978) konnten an diese Erfolge anknüpfen. Außerdem wurde die Gruppe 1976 durch den Keyboarder Paul Raymond verstärkt.
1978 überwarfen sich jedoch Schenker und Mogg. Daraufhin trennten sich die Wege von Schenker und der Band. Nachdem Schenker glücklos bei den Scorpions wiedereingestiegen war, gründete er 1980 seine eigene Band Michael Schenker Group und nahm Paul Raymond mit.
Mit dem Gitarristen Paul Chapman und Keyboarder Neil Carter brach das Bandgefüge jedoch weiter auseinander. Obwohl die Alben No Place to Run (1980),
The Wild, the Willing and the Innocent (1981) und Mechanix (1982) kommerziell an die Schenker-Ära anknüpfen konnten, verließ Way die Band und widmete sich anderen Projekten.

### Die Zeiten ohne UFO (1982–1988)
1982 spielte Way einige Konzerte mit Ozzy Osbourne auf dessen Diary-of-a-Madman-Tour in England als Ersatz. Zuvor hatte er bereits mit dem Motörhead-Gitarristen Eddie Clarke die Band Fastway ins Leben gerufen. Nach einem Album (an dessen Aufnahmen er aus vertraglichen Gründen nicht beteiligt war) und vielen Streitigkeiten mit der Plattenfirma Chrysalis Records verließ Way die Band wieder. Seit 1982 war Way auch mit der Band Waysted unterwegs, bei der er bis 1984 auch wieder mit Ex-UFO Keyboarder Paul Raymond zusammenspielte. 1987 verließ er Waysted wieder und schloss sich erneut UFO an.

### Rückkehr zu UFO (1988–1989, 1992–2008)

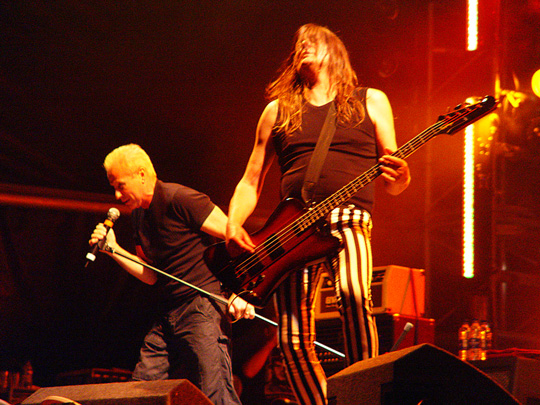
Pete Way mit Phil Mogg (2006)

Kurz vor der Auflösung der Band stieß Pete Way noch einmal hinzu. Außer ihm waren zu diesem Zeitpunkt Phil Mogg, Andy Parker und der Gitarrist Eric Gammans in der Band. 1989 löste sich die Band auf. In dieser Zeit wurde jedoch kein UFO Album veröffentlicht. Daraufhin verschwand er erstmal erneut von der Bildfläche, ehe die Band sich 1992 endgültig wiedervereinigte.
1992 erschien das Album High Stakes & Dangerous Men. Mit Laurence Archer (Gitarre), Clive Edwards (Schlagzeug) und Don Airey (Keyboards) waren drei neue Mitglieder in der Band. Außer Pete Way war nur noch Phil Mogg aus alten Zeiten übrig. Das Album erreichte die Charts nicht. Man reagierte und holte 1993 Michael Schenker, Andy Parker und Paul Raymond zurück in die Band. Jedoch konnte auch das nächste Album Walk on Water (1995) nicht die Charts erreichen. Daraufhin verließ Schlagzeuger Andy Parker die Band erneut. 1997 und 1999 veröffentlichten Pete Way und Phil Mogg als Mogg/Way die Alben Edge of the World und Chocolate Box.
2000 veröffentlichte Pete Way das Solo-Album Amphetamine. Zusätzlich brachte er mit UFO das Album Covenant heraus (auf dem Aynsley Dunbar Schlagzeug spielt und Paul Raymond fehlt) und vereinigte die Band Waysted wieder. Mit dieser Gruppe erschienen gleich zwei Alben im selben Jahr: Wilderness of Mirrors und You Won't Get Out Alive.
2002 brachte er mit seiner Soloband ein Live-Album heraus und veröffentlichte zudem mit UFO (erneut mit Dunbar am Schlagzeug) das Album Sharks. Es sollte das letzte Album mit Michael Schenker werden, da sich die Wege daraufhin trennten. Michael Schenker und Pete Way versuchten 2003 noch einmal die UFO-Besetzung der 1970er Jahre zu reformieren, was allerdings durch die Differenzen nicht möglich war. Als Ersatz wurde Vinnie Moore engagiert. Michael Schenker und Pete Way nannten ihre Version von UFO The Plot und brachten 2003 ein gleichnamiges Album raus. Schlagzeuger des Projekts war der Amerikaner Jeff Martin.
Pete Way verließ UFO jedoch nicht und veröffentlichte mit dieser Gruppe 2004 das Album You Are Here, auf dem neben dem zurückgekehrten Paul Raymond der Schlagzeuger Jason Bonham zu hören ist. 2005 wurde dieser erneut von Rückkehrer Andy Parker ersetzt. 2004 erschien zudem das nächste Album mit Waysted: Back From The Dead. Zu dieser Zeit spielten UFO eine kurze Zeit mit Bassist Barry Sparks.
2006 spielte Way auf dem Album Tales Of Rock’N’Roll – Twenty-five years celebration der Michael Schenker Group Bass. Im selben Jahr veröffentlichte UFO das Album The Monkey Puzzle. 2007 veröffentlichte Way erneut ein Soloalbum namens Acoustic Animal. Im selben Jahr veröffentlichte er erneut mit Waysted zwei Alben im selben Jahr: Organised Chaos und The Harsh Reality.
Zusätzlich war er mit Spike (Gesang), Chris Slade (Schlagzeug) und Robin George (Gesang & Gitarre) unter dem Namen Damage Control unterwegs. Es erschien 2007 ein gleichnamiges Album.
2008 verließ er UFO erneut, diesmal aus gesundheitlichen Gründen. Früh wurde Ways jahrelange Alkohol- und Drogensucht als Grund genannt. Da dieser Ausstieg eher als Pause angekündigt wurde, ist sein Zustand in der Band unbekannt. Schlagzeuger Andy Parker sagte 2012 in einem Interview auf die Frage, ob es Pläne für eine Rückkehr Ways geben würde:
„He’s the substance-abuse factor. No, but he is surviving as Pete survives. I believe he’s made a solo album, but I don’t think it hit the streets yet. Pete had plenty of opportunities to straighten himself up and come back. But, he doesn’t seem to be willing to do it. And we’re not really willing, I mean, we love Pete. But he’s not really capable of playing to the level that we want to perform right now. That's about the best thing I can say. He doesn’t seem to want to make a change, so right now I don’t see him back. I mean, the door is always open, if he wants to make some life changes. He doesn’t seem to feel that’s necessary.“
(„Er ist der Drogenmissbrauchs-Faktor. Nein, aber er überlebt halt, wie Pete eben überlebt. Ich glaube, er hat ein Soloalbum gemacht, aber ich glaube nicht, dass es bereits erschienen ist. Pete hatte einige Möglichkeiten, sich zusammenzureißen und zurückzukommen. Aber er scheint nicht zu wollen. Und wir wollen auch nicht. Wir lieben Pete, aber er kann momentan nicht auf dem Level spielen, auf dem wir es wollen. Das ist das Beste, was ich sagen kann. Er scheint sich nicht ändern zu wollen, also wird er im Moment nicht zurückkehren. Unsere Türen sind immer offen, wenn er sein Leben ändern will. Das scheint er aber nicht für nötig zu empfinden.“)

### Nach UFO (2008–2020)
2011 spielte Way auf dem Album Temple of Rock von Michael Schenker Bass. Er trat infolgedessen öfters mit diesem auf. 2013 gab Way bekannt, an Prostatakrebs erkrankt zu sein. Er habe den Krebs jedoch inzwischen besiegt. Er war beim Arzt, als er in seinem Urin Blut fand. Er schloss jedoch darauf, dass es von seinem Drogenkonsum komme. Aktuell wollte er sein verschobenes Soloalbum Walking On The Edge fertigstellen. Als Gäste waren bereits Slash und Nikki Sixx angekündigt.
Im August 2016 erlitt Pete Way nach einer kurzen Geschäftsreise nach Deutschland einen Herzinfarkt.
Er starb am 14. August 2020 im Alter von 69 Jahren. Er war zwei Monate zuvor in seinem Haus in Bournemouth die Treppen heruntergefallen und lag zwischenzeitlich im künstlichen Koma. Er hinterlässt seine Frau und zwei Töchter.

## Diskografie

### UFO

#### Studioalben
- 1970: UFO 1
- 1971: Flying
- 1974: Phenomenon
- 1975: Force It
- 1976: No Heavy Petting
- 1977: Lights Out
- 1978: Obsession
- 1980: No Place to Run
- 1981: The Wild, The Willing And The Innocent
- 1982: Mechanix
- 1992: High Stakes & Dangerous Men
- 1995: Walk On Water
- 2000: Covenant
- 2002: Sharks
- 2004: You Are Here
- 2006: The Monkey Puzzle

#### Livealben
- 1971: Live (Japanischer Titel: UFO Lands In Tokyo)
- 1974: Live in Concert
- 1979: Strangers in the Night (Doppel-LP/Live in Chicago)
- 1992: Lights Out in Tokyo/Live in Japan
- 1993: T.N.T.
- 1994: Live in Texas
- 1995: Heaven’s Gate
- 1997: X-Factor: Out There & Back
- 1998: On With the Action
- 2001: Regenerator – Live 1982
- 2005: Showtime
- 2009: The Official Bootleg Box-Set 1975–1982
- 2013: Hot’n’Live (CD 1 enthält Live-Aufnahmen mit Schenker aus den Jahren 1974–78, CD 2 enthält Live-Aufnahmen mit Chapman aus den Jahren 1980–83)

### Fastway

#### Studioalbum
- 1983: Fastway (nur angegeben, spielt nicht auf dem Album)

### Waysted

#### Studioalben
- 1983: Vices
- 1985: The Good the Bad the Waysted
- 1986: Save Your Prayers
- 2000: Wilderness Of Mirrors
- 2000: You Won’t Get Out Alive
- 2004: Back From The Dead
- 2007: Back From The Chaos
- 2007: The Harsh Reality

#### Sonstiges
- 1984: Waysted (EP)

### Mogg/Way

#### Studioalben
- 1997: Edge of the World
- 1999: Chocolate Box

### Pete Way

#### Studioalben
- 2000: Amphetamine
- 2007: Acoustic Animal

#### Livealbum
- 2002: Pete Way (Alive In Cleveland)

### The Plot – Michael Schenker/Pete Way

#### Studioalbum
- 2003: The Plot

### Michael Schenker Group

#### Studioalbum
- 2006: Tales Of Rock’N’Roll – Twenty-five years celebration

### Damage Control

#### Studioalbum
- 2007: Damage Control

### Michael Schenker

#### Studioalbum
- 2011: Temple Of Rock